# Pylkönmäki
Pylkönmäki là một đô thị của Phần Lan.
Vị trí ở tỉnh Tây Phần Lan trong vùng Trung Phần Lan. Đô thị này có dân số 975 (2006) và diện tích 392.61 km² trong đó có 24.58 km² là diện tích mặt nước. Mật độ dân số là 2.65 người trên mỗi km².
Dân đô thị này chỉ sử dụng tiếng Phần Lan